# Gauches unies
Gauches unies est un mouvement politique belge regroupant des militants du Parti ouvrier socialiste (trotskyste), du Parti communiste et des Verts pour une gauche alternative, ainsi que des adhérents non membres d'autres partis et des adhérents in petto, c'est-à-dire également membres d'Ecolo ou du PS.
Gauches unies a participé aux élections européennes de juin 1994 (35.977 voix, 1.61 %), aux communales dans plusieurs communes bruxelloises et wallonnes en octobre 1994, et aux régionales bruxelloises (ainsi qu'aux nouvelles élections communales à Saint-Gilles à la suite de l'annulation de celles de 1994) en juin 1995 (2.536 voix, 0.61 %). Malgré un score prometteur aux européennes, sur base duquel ses initiateurs espéraient décrocher des sièges communaux et régionaux, aucune des listes n'obtint le moindre élu. 
Parmi les personnalités membres et candidates de Gauches unies se trouvaient notamment la virologue et ancienne sénatrice PS Lise Thiry et la philosophe Isabelle Stengers.
La présence de communistes espagnols d'Izquierda Unida (Centre Garcia Lorca de Bruxelles) dans le noyau fondateur a joué un rôle dans la dénomination du mouvement.

## Sources
1. ↑  Résultats officiels
2. ↑  Résultats officiels